# Copa Chevallier Boutell 1945 (Argentyna)
Copa Chevallier Boutell 1945 (Argentyna) - turniej towarzyski o Puchar Chevallier Boutell między reprezentacjami Paragwaju i Argentyny rozegrano po raz dziewiąty w 1945 roku.

## Mecze
| 6 stycznia Buenos Aires |  | Argentyna | 5 | - | 2 | Paragwaj |

| 9 stycznia Buenos Aires |  | Argentyna | 5 | - | 3 | Paragwaj |

## Końcowa tabela
| M | Reprezentacja | L.m. | Zw. | Rem. | Por. | Bramki | R.br. | Pkt |
| 1 | Argentyna     | 2    | 2   | 0    | 0    | 10:5   | +5    | 4   |
| 2 | Paragwaj      | 2    | 0   | 0    | 2    | 5:10   | -5    | 0   |

Triumfatorem turnieju Copa Chevallier Boutell 1945 (turnieju w Argentynie) został zespół Argentyny.